# Muhlenbergia pungens
Muhlenbergia pungens là một loài thực vật có hoa trong họ Hòa thảo. Loài này được Thurb. mô tả khoa học đầu tiên năm 1863 publ. 1864.

## Hình ảnh

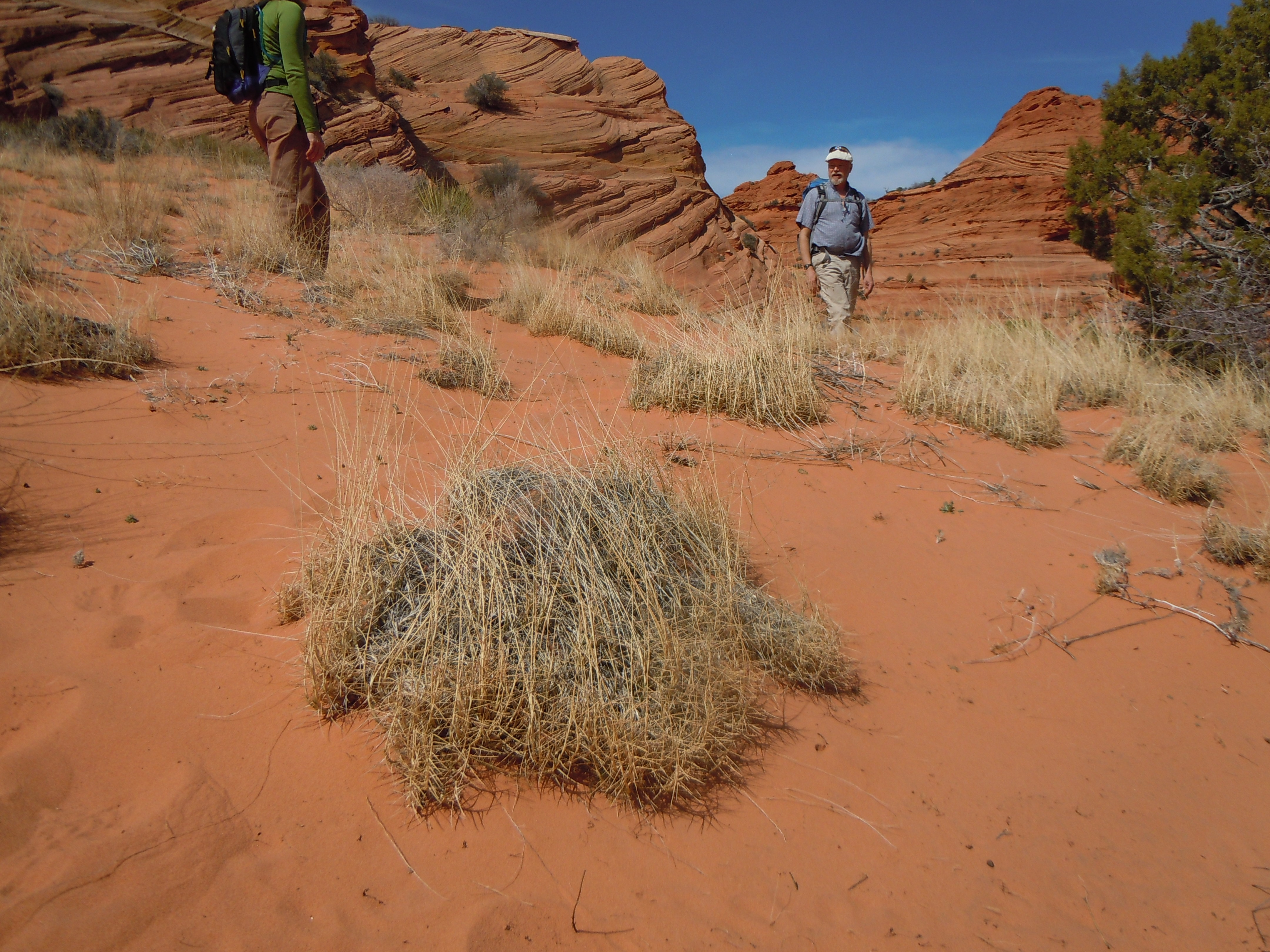
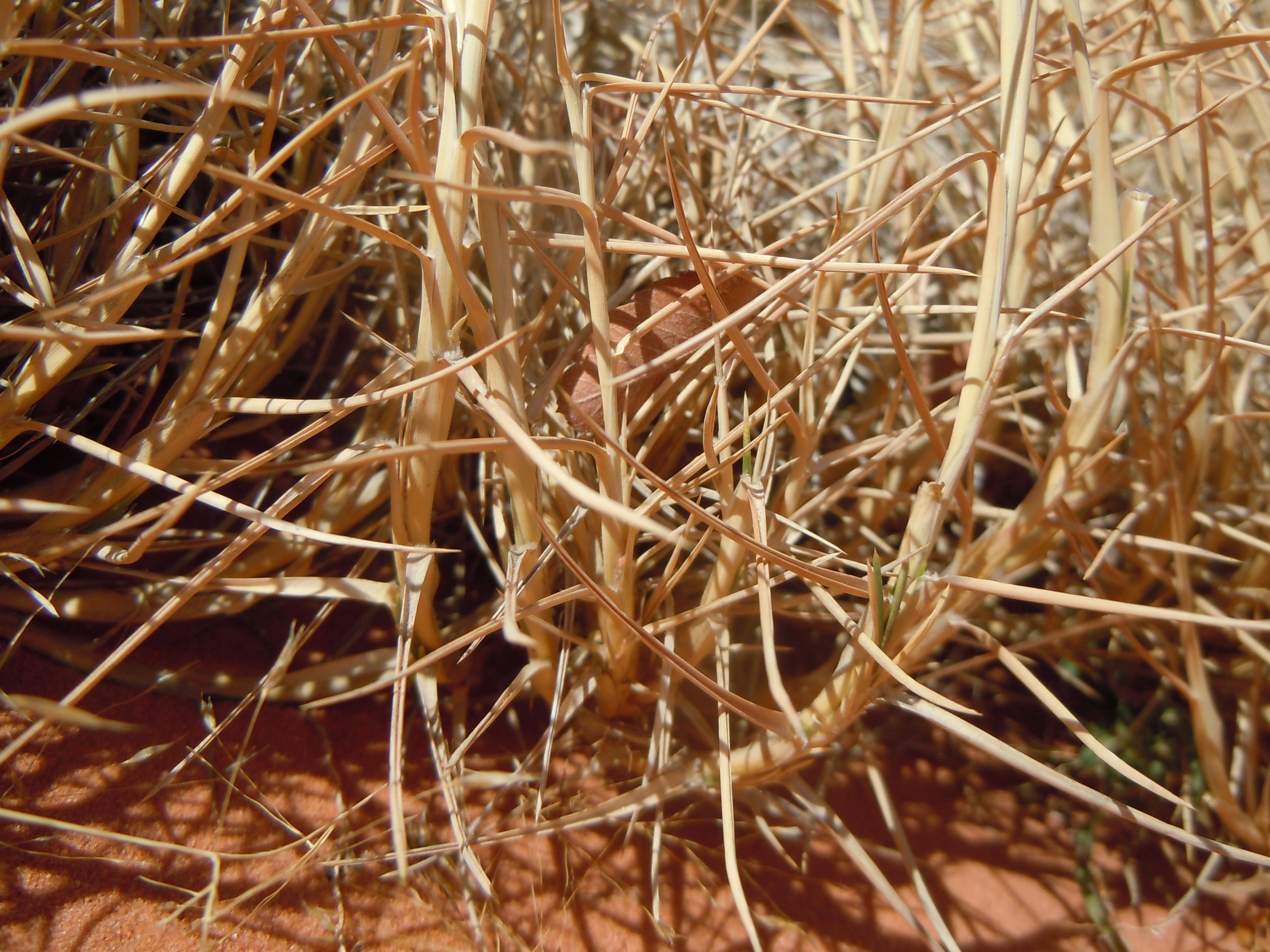